# Totally Killer
Totally Killer är en amerikansk skräckkomedifilm från 2023 i regi av Nahnatchka Khan, med manus skrivet av David Matalon, Sasha Perl-Raver och Jen D'Angelo. Filmen, som bland annat är producerad av Jason Blum och hans produktionsbolag Blumhouse Productions (under beteckningen Blumhouse Television), hade premiär på Amazon Prime Video den 6 oktober 2023. En av de stora huvudrollerna i filmen spelas av Kiernan Shipka.
Filmen hade premiär på filmfestivalen Fantastic Fest i Austin, Texas den 28 september 2023. Den är inspelad i Vancouver, British Columbia från den 12 maj till den 23 juni 2022.

## Handling
Filmens handling kretsar sig kring tonårstjejen Jamie, som reser tillbaka i tiden till år 1987, för att få stopp på den mördare som tog livet av hennes mammas vänner på Halloween. Hon bestämmer sig då för att samarbeta tillsammans med tonårsversionen av sin mamma, så att de tillsammans kan få stopp på denna mördare, innan det är försent.

## Rollista (i urval)
- Kiernan Shipka – Jamie Hughes / Colette Hughes
- Olivia Holt – Pam Miller (tonåring)
  - Julie Bowen – Pam Hughes (vuxen)
- Charlie Gillespie – Blake Hughes (tonåring)
  - Lochlyn Munro – Blake Hughes (vuxen)
- Troy Leigh-Anne Johnson – Lauren Creston (tonåring)
  - Kimberly Huie – Lauren Creston (vuxen)
- Liana Liberato – Tiffany Clark
- Kelcey Mawema – Amelia Creston
- Stephi Chin-Salvo – Marisa Song
- Anna Diaz – Heather Hernandez
- Ella Choi – Kara Lim (tonåring)
  - Patti Kim – Kara Lim (vuxen)
- Jeremy Moon-Djasgnar – Randy Finkle (tonåring)
  - Tommy Europe – Randy Finkle (vuxen)
- Nathaniel Appiah – Doug Summers (tonåring)
  - Conrad Coates – Doug Summers (vuxen)
- Nicholas Lloyd – Chris Dubusage (tonåring)
  - Jonathan Potts – Chris Dubusage (vuxen)
- Randall Park – Sheriff Dennis Lim